# Тузды
Тузды́ (каз. Тұзды, до 2004 года — Новостройка) — село в Бухар-Жырауском районе Карагандинской области Казахстана. Административный центр сельского округа Тузды. Находится примерно в 30 км к западу от районного центра, посёлка Ботакара, в 10 км от посёлка Габидена Мустафина. Код КАТО — 354083100.

## Географическое положение
Село расположено близ бывшего русла правого притока Нуры реки Тузды (Туздинка), в 2 километрах к северу от автодороги P-37 (Темиртау — Актау — Бастау). В 6 километрах западнее села находится железнодорожная станция Нура (на линии Астана — Караганда), в 50 километрах к юго-западу — город Караганда, .

## Население
В 1999 году население села составляло 1034 человека (500 мужчин и 534 женщины). По данным переписи 2009 года в селе проживало 735 человек (363 мужчины и 372 женщины).

## История
Основано в 1958 году.

## Экономика
Основное занятие населения — сельское хозяйство. До ликвидации, село Тузды было центром совхоза «Туздинский» мясо-молочного и овощеводческого направления. По состоянию на 2018 год на работает несколько крестьянских хозяйств.

## Социальные объекты
На начало 1990-х в селе имелись клуб, детский сад, средняя школа, врачебная амбулатория, библиотека. По состоянию на 2018 год работают Туздинская среднеобразовательная школа и мини-центр при ней, библиотека.